# كارل برنهارد ليمان
كارل برنهارد ليمان (بالألمانية: Karl Bernhard Lehmann)‏ هو عالم أحياء دقيقة ألماني، ولد في 27 سبتمبر 1858 في زيورخ في سويسرا، وتوفي في 30 يناير 1940 في فورتسبورغ في ألمانيا.